# Sphagnum pacificum
Sphagnum pacificum är en bladmossart som beskrevs av Kjeld Ivar Flatberg 1989. Sphagnum pacificum ingår i släktet vitmossor, och familjen Sphagnaceae. Inga underarter finns listade i Catalogue of Life.